# Мейктіла
Мейктіла (бірм. မိတ္ထီလာမြို့; Бірманська вимова: meɪʔtʰìlà mjo̰) — місто в центральній частині М'янми, на території області Мандалай. Адміністративний центр однойменного району.

## Клімат
Місто знаходиться у зоні, котра характеризується кліматом тропічних саван. Найтепліший місяць — квітень із середньою температурою 30.6 °C (87 °F). Найхолодніший місяць — січень, із середньою температурою 21.7 °С (71 °F).
| Клімат Мейктіли         | Клімат Мейктіли | Клімат Мейктіли | Клімат Мейктіли | Клімат Мейктіли | Клімат Мейктіли | Клімат Мейктіли | Клімат Мейктіли | Клімат Мейктіли | Клімат Мейктіли | Клімат Мейктіли | Клімат Мейктіли | Клімат Мейктіли | Клімат Мейктіли |
| Показник                | Січ.            | Лют.            | Бер.            | Квіт.           | Трав.           | Черв.           | Лип.            | Серп.           | Вер.            | Жовт.           | Лист.           | Груд.           | Рік             |
| Абсолютний максимум, °C | 32              | 36              | 42              | 42              | 42              | 40              | 38              | 38              | 37              | 35              | 35              | 32              | 42              |
| Середній максимум, °C   | 28              | 31              | 35              | 37              | 36              | 32              | 32              | 32              | 32              | 31              | 30              | 28              | 32              |
| Середня температура, °C | 21              | 23              | 27              | 30              | 30              | 28              | 27              | 27              | 27              | 26              | 24              | 21              | 26              |
| Середній мінімум, °C    | 14              | 16              | 20              | 23              | 25              | 24              | 23              | 23              | 23              | 22              | 19              | 15              | 21              |
| Абсолютний мінімум, °C  | 10              | 10              | 13              | 13              | 21              | 20              | 17              | 21              | 22              | 17              | 15              | 11              | 10              |
| Норма опадів, мм        | 0               | 0               | 0               | 10              | 100             | 130             | 90              | 60              | 150             | 60              | 0               | 0               | 630             |
| Днів з дощем            | 1               | 1               | 0               | 1               | 6               | 8               | 7               | 8               | 8               | 4               | 0               | 0               | 48              |
| Вологість повітря, %    | 59              | 48              | 41              | 49              | 65              | 75              | 76              | 77              | 80              | 81              | 74              | 66              | 66              |
| ----------------------- | --------------- | --------------- | --------------- | --------------- | --------------- | --------------- | --------------- | --------------- | --------------- | --------------- | --------------- | --------------- | --------------- |
| Джерело: Weatherbase    |                 |                 |                 |                 |                 |                 |                 |                 |                 |                 |                 |                 |                 |